# Adriaan Katte
Adriaan Johan Louis Katte (* 24. Juni 1900 in Amsterdam; † 4. Juni 1991 in Bennebroek) war ein niederländischer Hockeyspieler, der bei den Olympischen Spielen 1928 die Silbermedaille erhielt. 

## Karriere
Adrian Katte war der Torhüter des HC Bloemendaal. Er bestritt neun Länderspiele für die niederländische Nationalmannschaft.
Beim olympischen Turnier 1928 stand Katte in allen vier Partien der Niederländer im Tor. Die indische Mannschaft gewann die eine Vorrundengruppe vor den Belgiern, in der anderen Vorrundengruppe platzierten sich die Niederländer vor der deutschen Mannschaft. Im Finale trafen die beiden Gruppenersten aufeinander und die indische Mannschaft gewann mit 3:0.